# Balogh Béla (mérnök)
Balogh Béla (Kolozsvár, 1955. július 10. –) író, előadó, híd- és útépítő mérnök.

## Életpályája
Tanulmányait Erdélyben végezte a Babeș–Bolyai Tudományegyetemen, ezután fiatal mérnökként Nagykárolyban dolgozott. Saját bevallása szerint "a materializmus szellemében nőtt fel". Harminchat éves koráig ezt a szemléletmódot vallotta, habár találkozott a hipnózissal, a telepátiával és a telekinézissel. Ezen utóbbi időszakról saját honlapján így ír: "Bármihez nyúltam, úgy tűnt, tökéletesen illeszkedik egy olyan világképbe, ahol az ember nem csak fizikai lény, hanem egyben energialény is, és ahol a születés előtti élet, a halál utáni élet és az egész univerzum minden részletére kiterjedő gondos tervezés nem hit kérdése, hanem fizikai törvényekkel és kísérletekkel alátámasztható tény." 1987-ben Svédországba emigrált. Tagja lett a Fehér Sas Páholynak ahol felismerés-áradatot tapasztalt meg, ami a Végső valóság megírásához vezettek, melyet a szerző először svéd nyelven írt meg.
1999 nyarán Budapesten telepedett le. Aktívan tart előadásokat országosan és külföldön egyaránt, valamint könyvet ír, publikál.

## Fontosabb könyvei
- Elkezdődött... Új világrend vagy aranykorszak?; átdolg. kiad.; Bioenergetic, Budapest, 2021
- Szabadulás az érzelmek fogságából. Tanulj meg félelem nélkül élni!; Bioenergetic, Budapest, 2015
- A végső valóság: Bioenergetic Kiadó Kft. 2011. 296 oldal. A végső valóság ISBN 9789632910376
- Gyógyító meditáció: Bioenergetic Kiadó Kft. 2004. 112oldal. Gyógyító meditáció ISBN 9789639569386
- A tudatalatti tízparancsolata: Bioenergetic Kiadó Kft. 2012. 112 oldal. A tudatalatti tízparancsolata ISBN 9789639569874
- Elkezdődött…: Bioenergetic Kiadó Kft. 2013. 158 oldal. Elkezdődött… ISBN 9789632911632
- Többszintű gyógyulás. Rák, a megoldható feladat. Egészségmegőrzés és gyógyulás : Bioenergetic Kiadó Kft. 2008. 176 oldal. Többszintű gyógyulás ISBN 9789639652811
- Világkép: Bioenergetic Kiadó Kft. 2006. ISBN 9789639652057

## További információ
- Balogh Béla honlapja
- Számszára, Balogh Béla életrajz